# Flintlock: The Siege of Dawn
Flintlock: The Siege of Dawn est un jeu vidéo d'action-RPG développé par A44 Games et publié par Kepler Interactive. Le jeu est sorti sur Microsoft Windows, PlayStation 5, et Xbox Series le 18 juillet 2024.

## Système de jeu
Flintlock: The Siege of Dawn est un jeu vidéo d'action-RPG joué à la troisième personne. Dans le jeu, le joueur prend le contrôle de Nor Vanek, membre d'une coalition qui doit sauver l'humanité de l'extinction en luttant contre les anciens dieux. Le joueur peut utiliser des armes de mêlée et des armes à feu "flintlock" pour attaquer les ennemis, bien que les munitions soient rares dans le jeu. Au fur et à mesure que le personnage du joueur attaque ou pare les attaques ennemies, il remplira progressivement une barre d'armure sur les ennemies. Une fois qu'il est complètement rempli, les joueurs peuvent lancer une attaque dévastatrice qui tue instantanément les ennemis normaux ou affaiblit considérablement un boss. Exécuter des ennemis à l'aide de la hache de Nor rechargera les munitions de son flintlock, tandis que tuer des ennemis avec son flintlock restaurera l'armure. Le joueur sera accompagné d'Enki, une mystérieuse créature ressemblant à un renard. Enki peut être commandé pour distraire ou étourdir les ennemis, téléporter le joueur ou infuser les attaques de Nor avec de la magie. Grâce aux capacités magiques d'Enki, les joueurs peuvent acquérir les compétences spéciales d'un boss après les avoir tués. 
Le monde ouvert de Flintlock est divisé en trois régions différentes. Les joueurs peuvent participer à différentes activités secondaires, ce qui peut changer l'état du monde du jeu et sa population. Par exemple, tuer les ennemis dans un village incitera sa communauté d'origine à revenir, débloquant ainsi de nouvelles quêtes et du contenu secondaire.  Au fur et à mesure que les joueurs accomplissent des quêtes et explorent le monde, ils rencontreront d'autres personnages non jouables. Certains d'entre eux rejoindront le groupe du joueur et se présenteront à sa caravane. La caravane de Nor sert de zone centrale dans laquelle les joueurs peuvent fabriquer ou améliorer des objets. Certaines armes sont achetées grâce à la "réputation", qui s'acquiert au fur et à mesure que les joueurs progressent dans le jeu et accomplissent des quêtes. La réputation est perdue lorsque le personnage du joueur est tué, bien qu'elle puisse être réacquise à l'endroit où le personnage du joueur est décédé précédemment. Les joueurs peuvent également débloquer de nouvelles capacités en gagnant de l'expérience, que gardera le personnage du joueur. Les PNJ recrutés débloqueront également de nouvelles options de combat. Par exemple, les ingénieurs recrutés par Nor peuvent utiliser des explosifs pour l'aider à débloquer des raccourcis et des zones secrètes. 

## Histoire
Les anciens dieux, qui ont depuis longtemps abandonné l'humanité, sont revenus et ont ouvert la porte de l'au-delà, permettant à leur armée de morts-vivants de s'échapper et de semer le chaos à la surface du monde. Approchant l'extinction, l'humanité établit une armée de coalition alors qu'elle tente de reprendre le monde et de vaincre les dieux. L'histoire du jeu suit Nor Verek, un soldat de la coalition, et son compagnon ressemblant à un renard, Enki, alors qu'ils rassemblent les sapeurs de Blackstream, un groupe d'experts en explosifs, et se lancent dans un voyage pour assiéger les anciens dieux. 

## Développement
Le jeu est actuellement développé par A44 Games, le studio derrière Ashen. Le jeu a été développé par une équipe d'environ 60 personnes. Dans le jeu, les armes à feu et la magie sont tout aussi puissantes. L'équipe pensait que le concept du jeu, bien que couramment observé dans les livres, était relativement moins exploré dans les films ou les jeux vidéo. Le directeur artistique Robert Bruce a ajouté qu'il s'agissait d'un "sous-genre inexploité de la fantaisie" et a comparé le cadre et le ton de Flintlock à Shadow and Bone. L'esthétique du XIXe siècle du jeu a été inspirée par l'imagerie de l'ère napoléonienne, tandis que le cadre a été influencé par le paysage et la faune de la Nouvelle-Zélande. Les dieux présentés dans le jeu ont été inspirés par des divinités mésopotamiennes. Les personnages humains du jeu ont été créés à l'aide de l'outil MetaHuman d'Unreal Engine, qui a permis à l'équipe d'animer rapidement des personnages, l'équipe pouvant se concentrer sur le développement et l'amélioration d'autres aspects du jeu. 
L'équipe a décrit Flintlock comme "quelque part au milieu" de God of War et Elden Ring. Les combats ont été largement inspiré des jeux Soulslike, bien que la narration ait une présentation plus cinématographique, similaire aux jeux AAA typiques. Lors de la conception du système de combat, l'équipe voulait que le jeu ait un sens du rythme, le directeur du jeu Derek Bradley décrivant les combats de Flintlock comme une "danse". Les joueurs sont également encouragés à effectuer des ruses et à se déplacer de manière acrobatique pendant le combat, car leur jeu utilise un système de notation similaire à ceux trouvés dans les jeux Tony Hawk's. L'équipe voulait que le jeu soit accessible, par conséquent, A44 a introduit le "mode possédé", permettant ainsi aux joueurs d'ajuster manuellement la difficulté du jeu. La relation entre Nor et Enki a été inspirée par celle de Kratos et Atreus dans le reboot de God of War. Enki a été décrit par Bradley comme une "sorte de renard avec des pattes de singe et des pattes d'oiseau". Enki a été décrit comme "avide" mais "charismatique", et ne considérait initialement Nor que comme sa marionnette. Alors que les deux personnages ont des motivations différentes, les deux finiront par développer un "lien fort", et leur relation se développera progressivement au cours du jeu. 
Flintlock a été officiellement annoncé le 14 mars 2022 avec une bande-annonce cinématographique. Il sera publié par Kepler Interactive, un label d'édition exploité conjointement par plusieurs développeurs de jeux indépendants dont A44. Initialement prévu pour sortir en 2022, le jeu est retardé et sort finalement sur Microsoft Windows, PlayStation 5, et Xbox Series le 18 juillet 2024.